# 日本介護福祉士養成施設協会
公益社団法人日本介護福祉士養成施設協会（にほんかいごふくししようせいしせつきょうかい）は、日本の介護福祉士養成施設によって結成されている公益法人。
元厚生労働省所管。

## 沿革
- 1989年4月28日 - 任意団体として設立
- 1991年3月27日 - 社団法人化

## 活動内容
介護福祉士養成施設の調査研究、教職員の研修なども行っている。

## 加盟校
- 介護福祉士養成施設を参照